# 国务院办公厅秘书三局
国务院办公厅秘书三局是中华人民共和国国务院办公厅内设的一个职能局。
国务院办公厅秘书三局负责办理教育、科技、国防、外事、政法、民族、监察、机构编制、民政、文化、卫生、人口计生、广电、新闻出版、体育、知识产权、宗教、参事、机关事务管理、港澳台侨、法制、地震、自然科学基金、妇女儿童、残疾人工作等方面的文电、会务和督查调研工作。联系全国人大、全国政协、军队、宣传、统战等方面的工作。承办国家科技教育领导小组的日常工作。

## 工作职能
国务院办公厅秘书三局主要负责办理社会事业的文电、会务、督查以及联系全国人大、全国政协和军队等方面的工作，主要包括以下各项工作：
- 教育
- 科学技术
- 外交事务
- 政法
- 民政
- 文化和旅游
- 卫生健康
- 退役军人事务
- 应急管理
- 医疗保障
- 体育
- 国际发展合作
- 参事
- 机关事务管理
- 广播电视
- 妇女儿童
- 残疾人工作
- 其他相关工作